# Mirisni epitel
Mirisni epitel je specijalizovano epitelno tkivo unutar nosne šupljine koje je deo čula mrisa. Kod ljudi, je ovo tkivo ima površinu od oko 1 centimetar kvadratnog (na svakoj strani) i nalazi se na gornjem delu nosne šupljine oko 7 cm iznad i iza nozdrva. Mirisni epitel je deo mirisnog sistema koji je direktno odgovoran za detekciju mirisa.

## Slojevi mirisnog epitela
Mirisni epitel se sastoji od tri različite vrste ćelija:
1. Mirisne ćelije
2. Potporne ćelije
3. Bazalne ćelije

### Mirisne ćelije
Mirisne ćelije epitela su bipolarni neuroni koji se grupišu da be formirale mirisni nerv (kranijalni nerv I). Apikalni polovi tih neurona su prekriveni cilijama i obloženi sa seroznom sekrecijom iz Boumanovih žlijezda lociranih u lamini propria mirisne sluzokože.

### Potporne ćelije
Analogno neuronskim glijalnim ćelijama, potporne ćelije (a.k.a. sustentakularne ćelije) mirisnog epitela funkcionišu kao metabolička i fizička potpora mirisnim ćelijama. Histološki, potporne ćelije su dugačke cilindrične ćelije koje sadrže mikrovile i upadljivu terminalnu mrežu. Jezgra potpornih ćelija su u većoj meri apikalno locirana nego kod drugih ćelija mirisnog epitela.

### Bazalne ćelije
Bazalne ćelije se nalaze na bazalnoj lamini mirisnog epitela. One su stem ćelije koje imaju sposobnost deobe i diferencijacije u bilo podržavajuće ili mirisne ćelije. Stalna deoba bazalnih ćelija dovodi zamene mirisnog epitela svake 2-4 nedelje.

## Dodatne slike
- Neuroni mirisnih receptora

## Literatura
1. ↑  Moran DT, Rowley JC, Jafek BW, Lovell MA (1982). „The fine structure of the olfactory mucosa in man”. Journal of Neurocytology. 11 (5): 721—46. PMID 7143026. S2CID 25263022. doi:10.1007/BF01153516.
2. ↑  Schwob JE (2002). „Neural regeneration and the peripheral olfactory system”. The Anatomical Record. 269 (1): 33—49. PMID 11891623. S2CID 31259890. doi:10.1002/ar.10047.

## Spoljašnje veze
- Dijagram mirisnog epitela